# Systemd
systemd è una suite di demoni, librerie e utilità di amministrazione progettate con lo scopo di centralizzare la gestione e la configurazione dei sistemi operativi Unix-like. Nacque per Red Hat Linux e fu adottato poi in Debian con lo scopo di rimpiazzare l'init discendente dallo Unix System V (SysVinit).
È un software libero distribuito sotto licenza GNU LGPL 2.1 o successive.

## Descrizione
Viene generalmente utilizzato come sistema di init, ossia il processo chiamato dal kernel Linux per inizializzare l'user space durante lo startup, nonché il padre di tutti i processi che vengono dopo di lui. 
Uno degli obiettivi principali di systemd è unificare la configurazione base dei servizi delle principali distribuzioni.

## Controversie
systemd ha generato numerose controversie tra le comunità del software libero. Le principali critiche riguardano la sua architettura, che violerebbe la filosofia di Unix (do one thing and do it well - fai una cosa e falla bene) creando una rete di dipendenze strette tra le sue componenti, ossia un insieme di file binari che hanno largamente superato le funzionalità di base di un init system. Secondo queste critiche, un init system non dovrebbe infatti essere responsabile del power management, dei mount point, delle schedulazioni, della crittografia, di syslog, della rete, e molto altro - funzionalità implementate in systemd.